# Droit de l'eau
Le droit de l'eau est le domaine de la loi relative à la propriété, au contrôle et à l'utilisation de l'eau comme ressource. Il est plus étroitement lié au droit des biens, mais est également influencé par le droit de l'environnement.
Parce que l'eau est vitale pour les êtres vivants et liée à une grande variété d'activités économiques, des lois visant à la régir ont des effets importants.

## Dans l'histoire
Du fait de l'extrême importance qu'ont la qualité et la disponibilité de l'eau pour la sécurité d'approvisionnement, ainsi que pour la santé et l'hygiène publiques, il est essentiel que l’eau soit protégée par des règles juridiques, règles que l'on constate depuis longtemps tout au cours de l'histoire. 
Le « droit d'eau » peut être considéré comme l'une des premières formes du droit, du fait qu'avec la sédentarisation qui a suivi la révolution néolithique et l'apparition de l'agriculture et de l'élevage, la nécessité de régler l'accès à l'eau et sa distribution pour l'irrigation, les tanneries et autres industries consommatrices d'eau et comme source d'énergie pour les moulins à eau a pris une dimension nouvelle. 
Il existait évidemment auparavant une forme coutumière (non écrite) de « droit de l'eau », cependant, à l'époque des chasseurs-cueilleurs, il ne s'agissait pas d'une ressource particulièrement limitée, si bien que les conflits étaient plutôt rares. 
C'est surtout dans les régions du monde où les précipitations étaient insuffisantes à elles seules pour l'agriculture, et aussi là où l'on devait irriguer, que ce besoin est devenu un facteur de l'organisation sociale qui a dû se structurer de façon fort complexe. Sans un effort concerté il n'était pas possible de prendre des mesures d'ensemble non seulement pour irriguer mais aussi pour se protéger contre les inondations. La nécessité était double puisqu'il fallait non seulement distribuer l'eau mais également, si nécessaire, la rationner. On devait donc établir ce que chacun avait à faire pour maintenir les installations en bon état et l'eau qu'il méritait en récompense. C'est seulement ainsi qu'on pouvait assurer, d'un côté le bon état des installations et, de l'autre, la loyauté des responsables. Le droit de l'eau a donc acquis ainsi avant tout une fonction sociale, fondant une sorte d'équité dans l'accès à l'eau.
L'exemple ancien le plus célèbre de ce type de la législation précoce est le Code du roi Hammurabi de Babylone, vers 1700 avant notre ère, qui contient, outre des règles générales de droit, des normes pour l'entretien des systèmes d'irrigation. Des lois similaires ont existé beaucoup plus tôt et ailleurs, mais elles ne sont pas aussi bien conservées. 
Dans l'expression aer, aqua profluens, mare et per hoc littora maris, l'eau courante, la mer et les rivages de la mer sont en droit romain une catégorie de choses qui, res communis, se trouve hors du commerce, c'est-à-dire que la nature a destinées à l'usage de tous les hommes et qui partant ne sauraient appartenir en propre à un seul individu. L'eau est pour les romains, chose commune, mais sous la même restriction que l'air, c'est-à-dire que fixe elle appartient au maître du sol où elle repose, tandis que courante elle est à la disposition de tous le premier venu étant libre de s'en servir. Aussi les Romains avec la mer, ne représentent ils comme commune que l'aqua profluens, l'eau courante.
Un exemple plus récent est le problème particulier de l'empoisonnement des sources au Moyen Âge. Presque toujours on accusait des personnes tout à fait innocentes, mais qui ne pouvaient pas se défendre, ou des groupes sociaux auxquels on en voulait pour diverses raisons. Il était impossible de prouver les accusations mais, du fait du climat social, ce n'était pas nécessaire du fait qu'on ne pouvait pas ou qu'on ne voulait pas connaître les causes réelles des épidémies et de la mauvaise qualité de l'eau : l'hygiène déplorable des zones urbaines. Nous ne connaissons aucun exemple notable que le fait se soit réellement passé, il n'en est pas moins vrai que des dizaines de milliers de pauvres gens ont été condamnés comme empoisonneurs aux peines les plus sévères. En tant que boucs émissaires ce furent surtout les minorités, en particulier la population juive, qui ne cessa de souffrir des pogroms sous prétexte d'empoisonnement des sources. Il est à noter d'ailleurs que l'empoisonnement des sources a constitué jusqu'à une date relativement récente un crime particulier et bien défini.

## Source
- (de) Cet article est partiellement ou en totalité issu de l’article de Wikipédia en allemand intitulé « Wasserrecht » (voir la liste des auteurs).